# Уилям Ласел
Уилям Ласел (на английски: William Lassell) е английски астроном и търговец, президент на Кралското астрономическо общество (1871 – 1872).

## Биография
Роден е на 18 юни 1799 година в Болтън, Ланкашър. Учи в Рочдейл, но след смъртта на баща си през 1814 г., семейството се премества в Ливърпул, където Ласел става чирак на търговец. През 1821 отваря собствена пивоварна, което му дава възможност да се отдаде на интереса си към астрономията. Подтикван от този интерес, той построява обсерватория в къщата си в предградие на Ливърпул с 24-инчов рефлекторен телескоп.
През 1846 г. Уилям Ласел открива Тритон, най-големия спътник на Нептун, само 17 дни след откриването на самия Нептун от немския астроном Йохан Готфрид Гал. През 1848 г. Ласел открива Хиперион, спътник на Сатурн. През 1851 г. открива Ариел и Умбриел, два от спътниците на Уран.
Когато през 1851 г. кралица Виктория посещава Ливърпул, и единственият местен, с когото поисква среща, е Уилям Ласел.
През 1855 г. той построява 48-инчов телескоп, който монтира на остров Малта заради по-добрите условия за наблюдение, отколкото в Англия.
Умира на 5 октомври 1880 година в град Мейдънхед, Англия, на 81-годишна възраст.

## Признание и отличия
- Златен медал на Кралското астрономическо общество (1849);
- Почетен член на Британското кралско научно дружество от 1849 и носител на Кралския медал (Royal Medal), 1858
- Почетен член на Кралското дружество на Единбург;
- Почетен член на Дружеството на науките на Упсала;
- Почетен доктор на юридическите науки от Кейбриджкия университет (1874);
- В негова чест са наречени кратер на Луната и на Марс и един от пръстените на Нептун.